# Giulia Dragoni
Pour les articles homonymes, voir Dragoni (homonymie).
Giulia Dragoni est une footballeuse internationale italienne née le 7 novembre 2006 à Milan. Elle joue au poste de milieu de terrain à l'AS Roma, où elle est prêtée par le FC Barcelone.

## Biographie

### Carrière en club
Giulia Dragoni joue dès l'âge 13 ans avec les moins de 19 de l'Inter Milan. En 2023, elle devient la première étrangère à rejoindre La Masia, le centre de formation du FC Barcelone.
Elle joue son premier match en Liga F avec l'équipe première, remplaçant Martina Fernandez à la 83e minute, le 9 décembre 2023 dans une victoire de 5-0 contre Eibar. Le 13 décembre, elle joue son premier match en UWCL contre Rosengard remplaçant Esmee Brugts à la 78e minute dans une victoire de 6-0.

### Sélection nationale
Elle joue son premier match avec la sélection italienne le 1er juillet 2023 contre le Maroc. Elle devient la plus jeune athlète italienne, hommes et femmes confondus, à disputer une coupe du monde lors de son entrée contre l'Argentine pour la Coupe du monde féminine de football 2023.